# Тверезий жовтень
Тверезий жовтень (англ. Sober October, Ocsober) — австралійська ініціатива збору коштів, яка закликає людей відмовитися від алкоголю протягом жовтня.
Гроші, зібрані добровільними учасниками, надходять у Life Education Australia, організацію, яка стоїть за освітнім талісманом, Healthy Harold. Понад 30 років відомий жираф навчає австралійських дітей, як насолоджуватися здоровим способом життя, протистоячи участі у зловживанні наркотиками та алкоголем. Протягом 2014 року Ocsober мав на меті зібрати 1 000 000 доларів, аби допомогти Life Education Australia та Healthy Harold увійти до ще більшої кількості шкіл по всій Австралії. Ocsober також використовується як можливість висвітлити зростаючу небезпеку зловживання алкоголем, особливо серед молодих австралійців.
Статистика, яку надає Life Education, підраховує, що щороку 3200 австралійців помирають внаслідок надмірного вживання алкоголю, тоді як 81000 потрапляють до лікарень з тієї ж причини. Організація, яка стоїть за цією ініціативою, також сподівається сприяти більш постійним змінам австралійських звичок.